# Glycaspis xanthopepla
Glycaspis xanthopepla är en insektsart som beskrevs av Moore 1970. Glycaspis xanthopepla ingår i släktet Glycaspis och familjen rundbladloppor. Inga underarter finns listade i Catalogue of Life.